# NGC 4310
NGC 4310 (również NGC 4338, PGC 40086 lub UGC 7440) – galaktyka spiralna z poprzeczką znajdująca się w gwiazdozbiorze Warkocza Bereniki.
Odkrył ją William Herschel 11 kwietnia 1785 roku. Obserwował ją też Heinrich Louis d’Arrest 19 maja 1863 roku, jednak zmierzona przez niego rektascensja była o minutę za duża, dlatego uznał, że odkrył nowy obiekt. John Dreyer skatalogował obserwację Herschela jako NGC 4310, a d’Arresta jako NGC 4338. Baza SIMBAD za NGC 4338 błędnie uznaje galaktykę IC 3247.